# Ghimicești
Ghimicești – wieś w Rumunii, w okręgu Vrancea, w gminie Fitionești. W 2011 roku liczyła 332
mieszkańców